# Yasuko Takano
Yasuko Takano (jap. 鷹野 靖子 Takano Yasuko;  * 18. Oktober 1943 in Koumi) ist eine ehemalige japanische Eisschnellläuferin.
Takano wurde viermal japanische Meisterin im Mehrkampf (1961, 1962, 1966, 1967) und nahm von 1963 bis 1966 an internationalen Wettbewerben teil. Dabei kam sie bei der Mehrkampfweltmeisterschaft 1963 in Karuizawa auf den 24. Platz im Mini-Mehrkampf. In der Saison 1963/64 belegte sie bei der Mehrkampfweltmeisterschaft 1964 in Kristinehamn den 15. Platz im Mini-Mehrkampf und bei den Olympischen Winterspielen 1964 in Innsbruck den 20. Platz über 1000 m, den 19. Rang über 500 m, den 14. Platz über 1500 m sowie den 12. Platz über 3000 m. In den folgenden Jahren errang sie bei der Mehrkampfweltmeisterschaft 1965 in Oulu den 18. Platz und bei der Mehrkampfweltmeisterschaft 1966 in Trondheim den 20. Platz im Mini-Mehrkampf.

## Persönliche Bestzeiten
| Disziplin | Zeit       | Datum             | Ort       |
| --------- | ---------- | ----------------- | --------- |
| 500 m     | 48,2 s     | 23. Februar 1966  | Karuizawa |
| 1000 m    | 1:37,7 min | 23. Februar 1966  | Karuizawa |
| 1500 m    | 2:29,1 min | 15. Dezember 1967 | Tomakomai |
| 3000 m    | 5:13,9 min | 29. Februar 1968  | Karuizawa |
| 5000 m    | 9:51,1 min | 2. März 1963      | Karuizawa |